# Vicente Iborra
Vicente Iborra de la Fuente, född 16 januari 1988 i Moncada, är en spansk fotbollsspelare som spelar för Villarreal.

## Karriär

### Levante
Iborra föddes i Moncada i Valencia. Han är en Levante-produkt och började spela i Levantes ungdomsverksamhet som ung. Han gjorde debut för A-laget i en Copa del Rey-match mot Getafe den 9 januari 2008. Fyra dagar senare fick han också spela i en La Liga-match mot Real Madrid.
Han första mål i A-laget kom den 30 mars 2008 mot UD Almería. Målet blev dock betydelselöst eftersom Levante ändå förlorade med 2-1.

### Sevilla
Den 16 augusti 2013 skrev Iborra på för Sevilla.

### Leicester City
Den 6 juli 2017 värvades Iborra av Leicester City, där han skrev på ett fyraårskontrakt.

### Villarreal
Den 7 januari 2019 värvades Iborra av Villarreal.